# Leif Ericsson (heraldiker)
Leif Arne Ericsson, född 16 juli 1971 i Stockholm, är en svensk konstnär och heraldiker.
Han är utbildad dekoratör vid Riddarfjärdsskolan i Stockholm 1988–1990. Han målar landskap, djur och stilleben. Mest känd är han som heraldiker och han är från 2006 vapenmålare vid Kungl. Maj:ts Orden. I samband med ordenskapitlet 2019 upphöjdes han till kungl. vapenmålare.

## Utmärkelser i urval
- Carl XVI Gustafs jubileumsminnestecken IV (2023) med anledning av Konung Carl XVI Gustafs 50-års regeringsjubileum
- Carl XVI Gustafs jubileumsminnestecken III (2016) med anledning av Konung Carl XVI Gustafs 70-årsdag
- Carl XVI Gustafs jubileumsminnestecken II (2013) med anledning av Konung Carl XVI Gustafs 40-års regeringsjubileum
- Kronprinsessan Victorias och Prins Daniels bröllopsminnesmedalj (2010)
- Riddare av Isländska Falkorden (2018)
- Riddare av Bernardo O´Higgins-orden (2016)